# Trond
Trond är ett mansnamn av fornnordiskt ursprung. Namnet kommer från det vikingatida Þróndr eller Þrándr vilka har sina ursprung i verbet þróast, som betyder "växa" eller "trivas". Namnet var ursprungligen ett tillnamn för personer från Trøndelag (en "trönder").
I Norge förekommer även varianterna Tron, Tronn, Thron, Thrond och den ovanliga varianten Trand samt kvinnonamnet Tronda. Þrándur används på Island och Tróndur på Färöarna.
Trond är ett mycket vanligt namn i Norge, den 1 januari 2009 fanns det 17 737 män med namnet Trond och 552 med namnet Tron. Den 31 december 2009 fanns det 211 personer folkbokförda i Sverige med namnet Trond, varav 154 med namnet som förstanamn/tilltalsnamn.
Namnsdag: 21 september i Norge (i Sverige 23 september 1986-1993)

## Personer med namnet Trond
- Trond Andersen (född 1975), norsk fotbollsspelare
- Trond Fausa Aurvåg (född 1972), norsk skådespelare och regissör
- Trond Berg Eriksen (född 1945), norsk professor
- Trond Einar Elden (född 1970), norsk längdskidåkare
- Trond Giske (född 1966), norsk politiker
- Trond Kirkvaag (1946–2007), norsk komiker
- Trond Korsmoe (född 1962), svensk dansbandsmusiker
- Trond Lie (född 1949), norsk skådespelare och regissör
- Trond Nymark (född 1976), norsk idrottare
- Trond Sollied (född 1959), norsk fotbollstränare
- Tron Øgrim (1947–2007), norsk journalist, författare och politiker